# 耻辱诊察室
《耻辱诊察室》是由日本Atelier KAGUYA（アトリエかぐや）在2002年6月21日發售的成人遊戲。2003年5月25日及9月25日由Milky發售2卷成人動畫。2004年5月28日發售DVD版，DVD版同時收錄。2005年6月23日由IXIA發售DVDPG版，2008年7月18日發售廉價版。

## 剧情
由於景氣不好，長塚醫院遭遇财政危机。院長為了繼續經營醫院而請來傳聞手法高超的醫生石田真治並同意真治可以使用任何手段，真治要使用某手段讓有錢的女性主動付出巨額醫療費給醫院來維持經營。

## 人物
聲優只有DVD版和OVA有公開，CD版並未公開。聲優的順序是DVD版/OVA。
石田真治（聲優：無/江戸鈎素）
本作男主角，長塚醫院的醫生。擅長在看診時使用手段來擄獲女性病患芳心。
長塚萌香（聲優：岩泉まい/木葉楓）
本作女主角，長塚醫院的护士和院长的女儿。
白川恭子（聲優：青山由香里/島香麗子）
真治專屬的護士，受院長委託監視真治。在《姐汁 ～交给白川三姐妹吧～》中也有登场。
早瀬朋美（聲優：神崎千寻/樋口すみれ）
某學園的女學生。靠著偶然設計的角色，販售周邊商品而賺到很多版稅。在OVA中變更設定為木下愛恵的女兒木下ともみ。
橘奈緒美（聲優：金松由花/無）
知名有錢的女演員。
木下愛恵（聲優：紫苑雅/藤村美樹）
從有錢家族继承龐大遗产的婦人。在OVA中變更設定為有女兒木下ともみ的家庭主婦。
久保加奈子（聲優：カンザキカナリ/無）
知名藥廠公司的OL。手中持有20%公司股票，因為公司開發新藥而大賺，股價也因此大漲。
東十条沙月（聲優：春日安/朝宮咲）
東十条财阀的獨生女。因為雙親在國外工作，為了讓雙親能重視自己而裝病入院。院方知道實情但為了經營醫院而同意讓她繼續裝病住院。

## OVA
OVA是在2003年發售的成人動畫作品，共有2話。OVA的角色設定和遊戲的角色設定有些許不同。

### 各話列表
| 話數  | 標題文字 | 發售日        |
| ----- | -------- | ------------- |
| 診察1 |          | 2003年5月25日 |
| 診察2 |          | 2003年9月25日 |

### 工作人員
- 原作：アトリエかぐや
- 製作人：下坂英男、八神和彦
- 監督：雷火劍
- 劇本：真壁六郎太
- 分鏡：咲崎守
- 演出：北川正人
- 角色設計：本田P三
- 作畫監督：本田P三、宗馬遊哉
- 美術監督：前田實
- 音響監督：黛計
- 樂曲：SALAD
- 撮影監督：鬼瓦権助
- 編集：鬼瓦権助
- 動畫製作：ティーレックス
- 製作：ミュージアムピクチャーズ

## 小说
- 恥辱診察室

作者：户田荣二郎　出版社：HARVEST出版　出版日：2002年11月1日　ISBN 9784434025358

## 外部連結
- 官方網站 （页面存档备份，存于）（日語）